# Scieurac-et-Flourès
Scieurac-et-Flourès è un comune francese di 49 abitanti situato nel dipartimento del Gers nella regione dell'Occitania.

## Società

### Evoluzione demografica
Abitanti censiti